# MG FF
L'MG FF era un cannone automatico aeronautico da 20 mm con caricatore a tamburo, sviluppato e prodotto dall'azienda tedesca Ikaria Werke Berlin dal 1936.
Derivato dallo svizzero Oerlikon FF F da 20 mm, il pezzo tedesco era stato progettato per essere usato, in configurazione offensiva e difensiva, sia in postazione fissa che brandeggiabile. Dal 1936, anno della sua introduzione, divenne il cannoncino da 20 mm standard installato nei velivoli della Luftwaffe almeno fino al 1941, quando cominciò ad essere gradualmente sostituito dal più moderno MG 151/20.
Rispetto ad armi similari del periodo, come ad esempio l'Hispano-Suiza HS.404 sviluppato anch'esso dalla versione maggiorata Oerlikon FF S, aveva alcuni svantaggi come bassi valori di cadenza di tiro e velocità alla volata oltre che un caricatore di piccole dimensioni. Questo però si rivelava positivo in termini di ingombro e peso.
L'installazione alare nei caccia Messerschmitt Bf 109 e Focke-Wulf Fw 190 non fu agevole in quanto il caricatore a tamburo richiedeva spazio tanto che inizialmente vennero utilizzati caricatori da soli 60 colpi. Un tamburo di capacità nominale di 90 colpi venne introdotto nella versione A-5 dell'Fw 190, l'unico dei due ad aver sufficiente spazio nella struttura alare, ed adattato ad alcune precedenti versioni. Per cercare di ovviare definitivamente al problema furono realizzati alcuni MG FF con alimentazione a nastro ma rimasero solo allo stadio di prototipo anche per la sopraggiunta disponibilità degli MG 151/20.

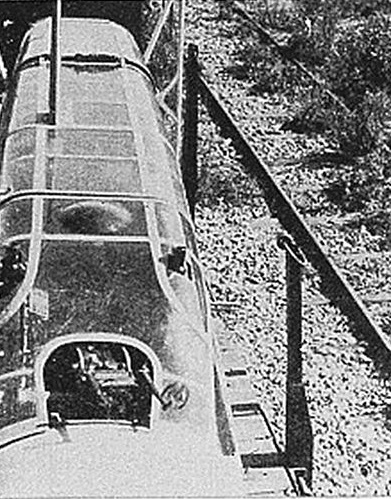
Un paio di MG FF/M installati ai lati della parte posteriore del tettuccio di un Bf 110

Gli MG FF successivamente vennero modificati per poter utilizzare un proiettile caratterizzato dalla pareti più sottili e che permetteva una maggior quantità di carica esplosiva, denominato in lingua tedesca minengeschoss. Questo tipo di proiettile risultava più leggero di quelli tradizionali, con conseguente minor rinculo, obbligando a riprogettare il meccanismo di rinculo. Con questo tipo di modifica gli MG FF potevano utilizzare senza problemi i nuovi proiettili ma nel caso si fossero utilizzate accidentalmente le munizioni standard si sarebbe potuto danneggiare l'arma. Per questo motivo i cannoncini che ricevettero questa modifica furono rinominati MG FF/M e furono introdotti nei Bf 109 E-4 e Bf 110 C-4 nell'estate 1940.
Gli MG FF ed FF/M videro un'ampia diffusione nei caccia Bf 109, nelle versioni dalla E-3 alla F-1, nei Bf 110 nelle versioni dalla C alla F, e negli Fw 190 fin dalla versione A-1 alla A-5. Il Fw 190 venne normalmente equipaggiato con un paio di MG 151 collocate internamente e un paio di MG FF in collocazione esterna, anche se gli MG FF venivano talvolta rimossi al fine di risparmiare peso. Vennero inoltre adottati come arma difensiva da numerosi bombardieri quali i Dornier Do 17 e Do 217, Junkers Ju 88, Heinkel He 111, e molti altri ancora.
Pur se sostituito nella seconda fase della seconda guerra mondiale dall'MG 151/20, l'MG FF ebbe una nuova chance operativa nel 1943 adottato come arma primaria nei Schräge Musik delle versioni caccia notturno dei Bf 110, perfettamente integrato nella parte posteriore della cabina di pilotaggio.
L'MG FF sparava proiettili da 134 grammi con una velocità alla volata di 600 m/s ed una cadenza di circa 520 colpi al minuto. L'MG FF/M sparava proiettili esplosivi da 90 grammi con una velocità alla volata di 700 m/s ed una cadenza di circa 540 colpi al minuto. Questi proiettili erano denominati HE/M (dall'inglese High Explosive Mine Shot), che non contenevano una carica incendiaria o tracciante. Erano disponibili anche proiettili perforanti ed esplosivi dal peso di 115-117 grammi che venivano sparati con una velocità alla volata di 585 m/s e una cadenza di circa 520 colpi al minuto.